# Kostaryka na Letnich Igrzyskach Olimpijskich 1976
Kostarykę na Letnich Igrzyskach Olimpijskich 1976 reprezentowało 5 zawodników: 4 mężczyzn i 1 kobieta. Był to 5. start reprezentacji Kostaryki na letnich igrzyskach olimpijskich. 

## Skład kadry

### Kolarstwo
Mężczyźni
- Carlos Alvarado - wyścig indywidualny ze startu wspólnego - nie ukończył

### Łucznictwo
Mężczyźni
- Juan José Wedel - 34. miejsce
- Luis González - 37. miejsce

### Pływanie
Kobiety
- María París

100 metrów st. dowolnym - odpadł w eliminacjach
200 metrów st. dowolnym - odpadł w eliminacjach
400 metrów st. dowolnym - odpadł w eliminacjach
100 metrów st. motylkowym - odpadł w półfinałach
200 metrów st. motylkowym - odpadł w eliminacjach

### Strzelectwo
Mężczyźni
- Hugo Chamberlain

Karabin małokalibrowy, leżąc, 50 m - 68. miejsce
Karabin małokalibrowy, trzy postawy, 50 m - 54. miejsce